# Sirijska funta
Sirijska funta, ISO 4217: SYP je službeno sredstvo plaćanja u Siriji. Označava se simbolom LS ili £S, a dijeli se na 100 piastri.
U optjecaju su kovanice od 1, 2, 5, 10, 25 funti, i novčanice od 50, 100, 200, 500, 1000 funti.